# Port lotniczy Aszchabad
Port lotniczy Aszchabad (IATA: ASB, ICAO: UTAA) – międzynarodowy port lotniczy i zarazem największy w Turkmenistanie położony 10 km na północny zachód od centrum Aszchabadu.

## Linie lotnicze i połączenia
| Linia lotnicza          | Kierunek |
| ----------------------- | --- |
| China Southern Airlines | 1. Urumczi-Diwopu 2. Xi'an-Xianyang |
| Fly Dubai               | 1. Dubaj |
| S7 Airlines             | 1. Moskwa-Domodiedowo |
| Turkish Airlines        | 1. Stambuł |
| Turkmenistan Airlines   | 1. Ałmaty 2. Abu Zabi 3. Bangkok 4. Daszoguz 5. Dubaj 6. Dżudda 7. Frankfurt 8. Ho Chi Minh (od 5 marca 2024) 9. Kazań 10. Kerki 11. Kuala Lumpur (od 15 lutego 2024) 12. Londyn-Gatwick (od 6 kwietnia 2024) 13. Londyn-Heathrow (do 2 kwietnia 2024) 14. Mary 15. Mediolan-Malpensa (od 6 marca 2024) 16. Moskwa-Domodiedowo 17. Nowe Delhi 18. Pekin 19. Stambuł 20. Turkmenabat 21. Turkmenbaszy Sezonowo: 1. Duszanbe 2. Mińsk |